# 퀘벡 폰티악 고등학교
퀘벡 폰티악 고등학교(Quebec Pontiac High School)는 캐나다 퀘벡주 쇼빌에 있는 국립 고등학교이다.

## 개교와 연혁
이 학교는 1885년 첫 개교되어 현재에 이르고 있다.